# Kaleköy (Gökçeada)

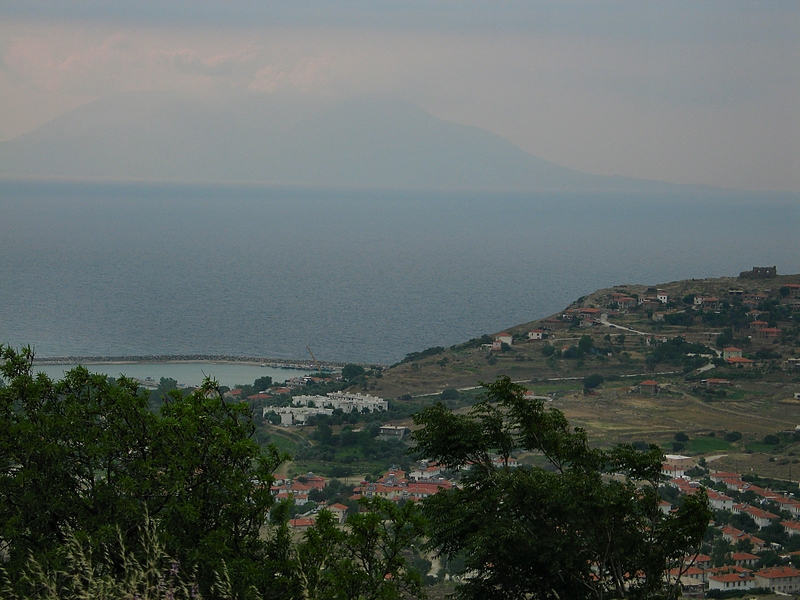
Sicht auf Kaleköy / Kástro mit der Ruine der byzantinischen Festung und dem Hafen Kale Koyu / Áyios Nikólaos. Im Vordergrund, von Büschen teilweise verdeckt, das Dorf Yenibademli, im Hintergrund die Insel Samothraki.

Kaleköy / Kástro (Κάστρο) ist ein Dorf auf der türkischen Insel Gökçeada / Imvros im Ägäischen Meer. Der Ort liegt an der Nordküste an der Bucht Kale Köyü, an dem der Hafen Kaleköy Limanı liegt, der im Norden durch eine Mole geschützt wird.
Kaleköy / Kastro ist das älteste Dorf der Insel, das an Stelle der antiken Stadt Imbros lag, die bereits von Homer genannt wurde. Die Byzantiner errichteten eine Festung auf dem höchsten Punkt des Stadthügels. In osmanischer Zeit ließ sich die Bevölkerung im Landesinnern nieder, zurück blieb ein Fischerdorf. In den 1900er Jahren wurden dann die Verwaltung und der Bischofssitz nach Panayia verlegt, das etwa vier Kilometer südlich im Landesinnern liegt. Auch der Hafen wurde seit der Antike ununterbrochen benutzt. 1974 ließen sich im Dorf Kurden aus den Provinzen Kars und Iğdır nieder.
War Kaleköy / Kastro früher ein Fischerdorf, so wird der Tourismus heute zunehmend wichtiger und es gibt mehrere Hotels, Herbergen, Speiselokale und Kaffeehäuser. Neben einer modernen Moschee stehen hier die alte griechisch-orthodoxe Metropolis Ayía Marína, die kürzlich renoviert wurde, sowie mehrere Kapellen. In der 1972 gegründeten Meeresforschungsanstalt Gökçeada befindet sich ein Fischereimuseum. Zudem befindet sich in Kaleköy die einzige Seifenfabrik der Insel.
Das Dorf liegt auf einem Hügel, der im Norden steil ins Meer abfällt und sich gegen Süden hin zur Büyükdere-Ebene absenkt. Im Westen erstreckt es sich zum Hafen hin, im Osten liegt die Bucht Yıldızkoy / Kárdamos, an der nur eine Kapelle steht. Östlich davon erstreckt sich ein Meerschutzgebiet zum Kap Kaşkaval hin, wo sich von Mönchsrobben bewohnte Höhlen befinden. Hier wurde der erste Unterwasserpark der Türkei errichtet.